# Giuseppe Natoli

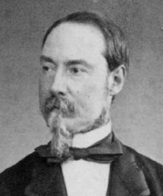
Giuseppe Natoli

Giuseppe Natoli, Baron von Scaliti, Patrizio di Messina (* 9. Juni 1815 in Messina; † 25. September 1867 ebenda) war ein italienischer Staatsmann, Patriot und eine führende Figur in der Bewegung zur Einigung Italiens („Risorgimento“).

## Leben
Giuseppe Natoli entstammte der sizilianischen Adelsfamilie Natoli. Sein Vater war Giacomo Natoli, seine Mutter Emanuela, geborene Cianciolo. Er hatte Rechtswissenschaften an der Universität Palermo studiert und war Professor für Zivil- und Prozessrecht.

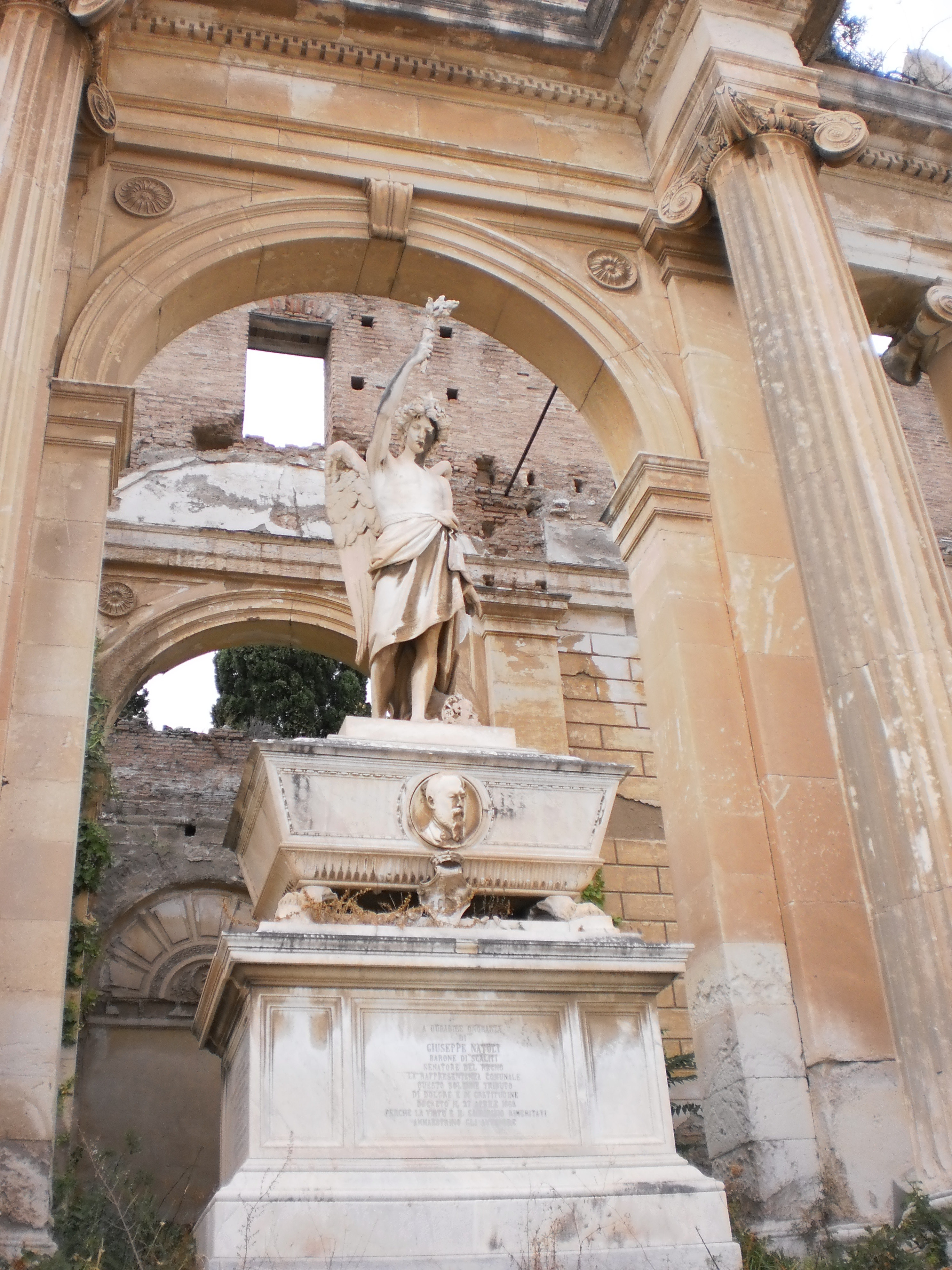
Grabmal auf dem Friedhof von Messina, geschaffen von Lio Gangeri.

Nach der Erklärung eines vereinten Königreichs Italien war Natoli von 1861 bis 1862 Minister für Landwirtschaft im Kabinett Camillo Benso von Cavour. Von 1864 bis 1865 diente er als Erziehungsminister im Kabinett von Alfonso La Marmora.
Er war mit Maria Cardile verheiratet, ihr einziger Sohn war der italienische Politiker und Bürgermeister von Messina Giacomo Natoli. Am 25. September 1867 starb Natoli an Cholera in Messina.

## Schriften
- In difesa della Commenda d'Alì dell'ordine costantiniano contro il cav. D. Paolo Granata, memoria per la g. c. civile in Messina, Messina 1847;
- Discorso pronunciato nella tornata del 12 luglio 1861 sulla condotta politica e parlamentare del deputato signor G. Natoli, 1861;
- Discorso del senatore Natoli sul progetto di legge pel conguaglio provvisorio dell'imposta fondiaria, Rom 1864;
- "Giuseppe La Farina: discorso postumo del barone Natoli", Palermo, 1869.